# Celerena restricta
Celerena restricta är en fjärilsart som beskrevs av W. Warren 1899. Celerena restricta ingår i släktet Celerena och familjen mätare. Inga underarter finns listade i Catalogue of Life.